# Seventeen (banda indonésia)
Seventeen (em português: Dezessete) foi um grupo de pop rock indonésio, que tinha domiciliado em Jacarta. O grupo foi formado em 1999 em Yogyakarta. Seus membros eram Bani (baixo), Yudhi (guitarra), Herman (guitarra), Andi (bateria) e Ifan (vocalista). Eles lançaram seis álbuns.
A banda estava fazendo uma apresentação no resort em Tanjung Lesung (Bantén) em 22 de dezembro de 2018, quando o tsunami no Estreito de Sunda atingiu o palco por trás. Bani, Herman, Andi, um membro da tripulação e seu gerente de estrada foram mortos. Ifan sobreviveu.

## Discografia
- Bintang Terpilih (1999)
- Sweet Seventeen (2005)
- Lelaki Hebat (2008)
- Dunia Yang Indah (2011)
- Sang Juara (2013)
- Pantang Mundur (2016)

## Membros
| Membros - Riefian "Ifan" Fajarsyah - vocalista (2008-presente) | Membros anteriores - Yohan "Doni" Saputro - vocalista, guitarra (2000-2008) - Zulianto "Zozo" Angga - guitarra (1999-2008) - Yudhi Rus Harjanto - guitarra (1999-2013) - M. Awal "Bani" Purbani - baixo (1999-2018) - Herman Sikumbang - guitarra (1999-2018) - Windu Andi Darmawan - bateria (1999-2008, 2009-2018) |